# Jullouville
Jullouville is een gemeente in het Franse departement Manche (regio Normandië). De plaats maakt deel uit van het arrondissement Avranches. Jullouville telde op 1 januari 2022 2.401 inwoners.
Aan de kust ligt de badplaats Edenville.

## Geografie
De oppervlakte van Jullouville bedroeg op 1 januari 2022 21,88 vierkante kilometer; de bevolkingsdichtheid was toen 109,7 inwoners per km². De beek Crapeux mondt er uit in zee, op de gemeentegrens met Carolles.

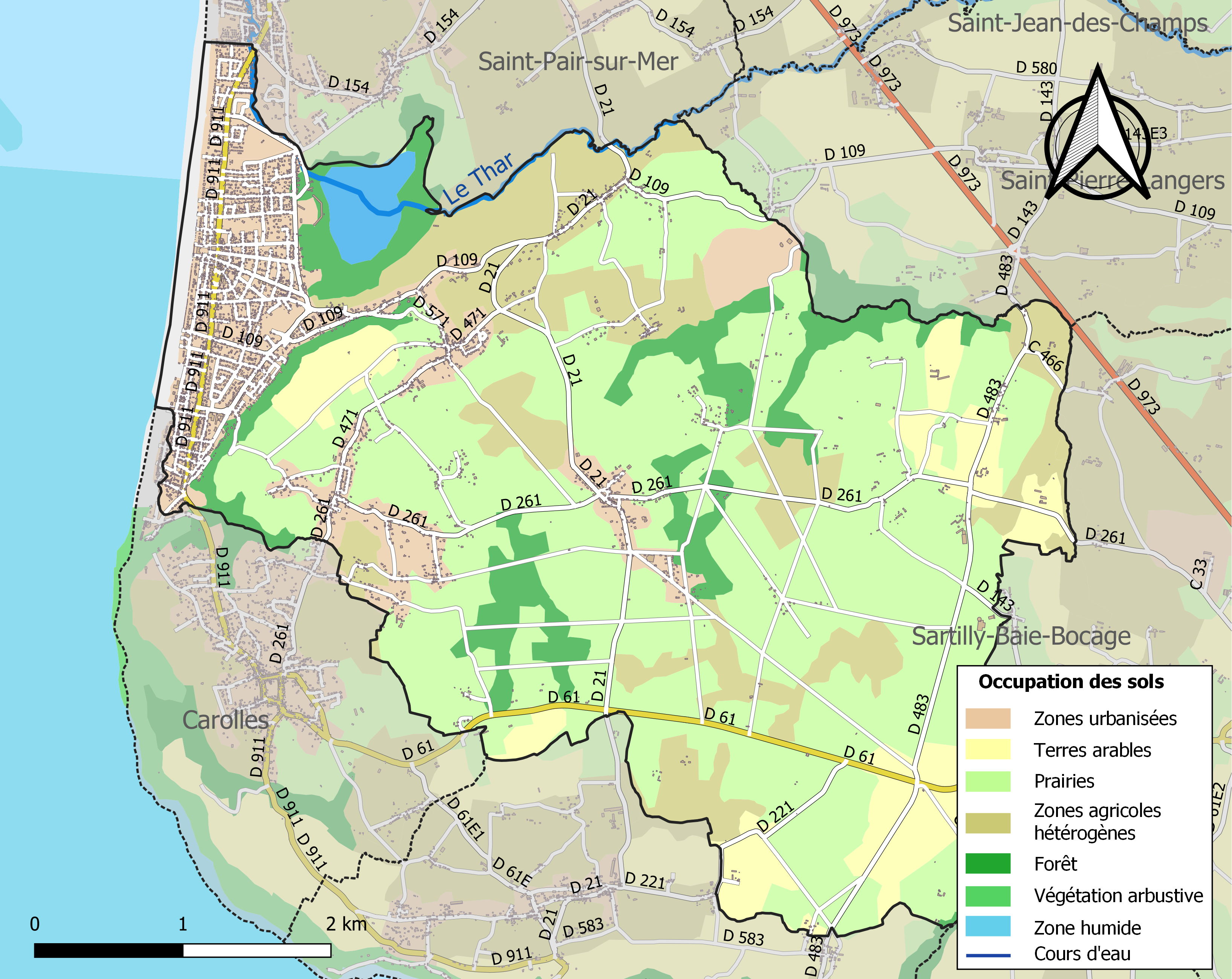
Kaart van de gemeente met de belangrijkste infrastructuur, bodemgebruik en omliggende gemeenten

## Demografie
Onderstaande figuur toont het verloop van het inwonertal (bron: INSEE-tellingen).